# Ligeophila gavilanensis
Ligeophila gavilanensis är en orkidéart som beskrevs av Paul Ormerod och Gustavo Adolfo Romero. Ligeophila gavilanensis ingår i släktet Ligeophila och familjen orkidéer. Inga underarter finns listade i Catalogue of Life.